# Advance Auto 500
Das Advance Auto 500 war ein Autorennen der NASCAR Busch Series auf dem Martinsville Speedway, welches von 1982 bis 1994 ausgetragen wurde. Es war traditionell das letzte der zwei beziehungsweise drei Saisonrennen auf dieser Rennstrecke.

## Geschichte
Die erste Ausgabe des Rennens fand am 31. Oktober 1982 als Cardinal 250 statt und ging über eine Renndistanz von 250 Runden beziehungsweise 131,2 Meilen. Als erster Fahrer trug sich Butch Lindley in die Siegerliste ein. In der Saison 1983 überquerte Sam Ard als Erster die Ziellinie, der schon zuvor das Miller Time 250 und das Autumn 150 in dieser Saison auf dieser Rennstrecke gewonnen hatte – es war sein fünfter Sieg in den bis dato sechs ausgetragenen Rennen der Busch Series in Martinsville. 1984 konnte Ard nicht an diese Erfolge anknüpfen und Morgan Shepherd gewann das Rennen. Zur Saison 1985 wurde das Cardinal 250 in Winn-Dixie 500 umbenannt und die Renndistanz auf 200 Runden beziehungsweise 105,2 Meilen verkürzt. Erster Sieger unter diesem neuen Namen wurde Tommy Ellis, in der Saison 1986 gewann Brett Bodine. Ab der Saison 1987 fand die Veranstaltung unter dem Namen Winston Classic statt, an der Renndistanz änderte sich jedoch nichts. Sieger in diesem Jahr wurde Jimmy Hensley, ein Jahr später gewann Harry Gant das Rennen und 1989 L. D. Ottinger. Nachdem Steve Grissom im Jahre 1990 das Winston Classic gewann, siegte 1991 zum zweiten Mal Harry Gant. Letzter Sieger des Rennens unter diesem Namen wurde 1992 Bobby Labonte. Zur Saison 1993 wurde das Rennen in Advance Auto Parts 500 umbenannt und auf 300 Runden beziehungsweise 157,8 Meilen verlängert. Sieger der ersten Ausgabe wurde Chuck Bown. Am 16. Oktober 1994 wurde das Rennen letztmals ausgetragen, letzter Sieger wurde Kenny Wallace.

## Sieger
- 1982: Butch Lindley
- 1983: Sam Ard
- 1984: Morgan Shepherd
- 1985: Tommy Ellis
- 1986: Brett Bodine
- 1987: Jimmy Hensley
- 1988: Harry Gant
- 1989: L. D. Ottinger
- 1990: Steve Grissom
- 1991: Harry Gant
- 1992: Bobby Labonte
- 1993: Chuck Bown
- 1994: Kenny Wallace